# Pailou (sockenhuvudort i Kina, Hunan Sheng, lat 29,55, long 109,86)
Pailou (kinesiska: 牌楼, 河口乡) är en sockenhuvudort i Kina. Den ligger i provinsen Hunan, i den södra delen av landet, omkring 340 kilometer nordväst om provinshuvudstaden Changsha. Antalet invånare är 9 520. Befolkningen består av 4 610 kvinnor och 4 910 män. Barn under 15 år utgör 19,0 %, vuxna 15-64 år 66 %, och äldre över 65 år 13,0 %.
Runt Pailou är det ganska tätbefolkat, med 116 invånare per kvadratkilometer. Närmaste större samhälle är Chenjiahe, 13,6 km sydost om Pailou. I omgivningarna runt Pailou växer i huvudsak blandskog.
Genomsnittlig årsnederbörd är 1 711 millimeter. Den regnigaste månaden är maj, med i genomsnitt 288 mm nederbörd, och den torraste är december, med 22 mm nederbörd.